# Gonatocerus mosesi
Gonatocerus mosesi är en stekelart som beskrevs av Girault 1938. Gonatocerus mosesi ingår i släktet Gonatocerus och familjen dvärgsteklar. Inga underarter finns listade i Catalogue of Life.